# Pollenia angustigena
Pollenia angustigena – gatunek muchówki z rodziny plujkowatych i podrodziny Polleniinae.
Takson ten opisany został w 1940 roku przez Colbrana Josepha Wainwrighta jako podgatunek Pollenia rudis. Do rangi osobnego gatunku wyniósł go w 1987 roku Knut Rogens, wyznaczając także jego lektotyp. 
Muchówka ta ma głowę o dobrze zaznaczonych i stosunkowo ostrych listewkach twarzowych, które jedynie u mniejszych samic mogą być mniej wyraźne. Samca cechuje wąskie czoło o stykających się parafrontaliach. Głowę samicy w widoku bocznym charakteryzuje oko złożone wyższe niż policzek. Ubarwienie głaszczków może być od przejrzyście żółtego po czarne. W chetotaksji tułowia niekiedy brak zewnętrznej szczecinki zabarkowej. Owłosienie odwłoka czarne i mniej więcej tak samo gęste i delikatne na spodzie jak na wierzchu. Użyłkowanie skrzydła cechuje nagi po spodniej stronie węzełek h-sc. Narządy rozrodcze samców odznaczają się uzbrojonym w rząd drobnych guzków wierzchołkiem silnie zakrzywionego wyrostka parafallicznego. Samica ma dość krótkie pokładełko i silnie zakrzywione torebki boczne.
Owad holarktyczny, znany z Ameryki Północnej i większości krajów Europy, w tym z Polski.